# Princípio de Subsistência
o Princípio da Subsistência é uma filosofia socioeconômica, que faz parte dos Três Princípios do Povo, desenvolvida por Sun Yat-sen (1866–1925) que busca estabelecer um equilíbrio entre as classes sociais, na sociedade, politica e economia; utilizando o socialismo como base para a criação de uma economia mista, propondo o Imposto único e a Equalização da propriedade de terras. Ao contrario da teoria marxista, Sun não propõe a eliminação de uma classe ou a continuidade da luta de classes, pois para ele, é mais vantajoso equilibrar e manter a harmonia entre as classes após a revolução - como ele descreve no princípio da Democracia, no seu conceito, chamado de, "Democracia Tutelada". Ademais, a subsistência também aborda a justiça social e econômica como ponto central para ser tratado na sociedade, Sun criticaria tanto o capitalismo quanto o marxismo clássico, justamente por não tratarem a injustiça, de modo geral e equitativo, como um ponto critico na sociedade, discordando tanto da burguesia pela sua exploração econômica, quanto dos partidos comunistas ocidentais, por seu dogmatismo.

## Origem e Contexto Histórico
O médico e líder da organização secreta, Aliança Revolucionários Chinesa, Sun Yat-sen, desenvolveu no final do século XIX, em resposta ao Imperialismo e a desigualdade social, muito presente em seu país de origem, na época, a Dinastia Qing (China Imperial), os Três Princípios do Povo - ou tridemismo. Em 1905, quando expôs suas ideias, em exilio, passando pela Bélgica, ele declarou os três princípios como:
- Nacionalismo: Anti-imperialismo, Autogoverno, Autodeterminação e a independência econômica.
- Democracia: Governo de Cinco Poderes, Soberania popular e o Partido Popular.
- Subsistência: Socialismo, Equalização da Propriedade de Terras (Redistribuição de Terras) e a Igualdade social.

Para Sun, também, após observar como a Democracia representativa e o liberalismo funcionavam no mundo ocidental, ele achou a conclusão de que, o meio mais pratico de estabelecer o tridemismo, era através de uma revolução, o que aconteceu por exemplo na China em 1911 com a Revolução Xinhai. O Princípio da subsistência foi observado por Mao Zedong, já mais velho, como uma forma de adaptar o marxismo e o socialismo a realidade da Ásia e dos paises subdesenvolvidos; para os tridemistas, o maoísmo é uma forma de revisionismo e ignora completamente o conceito fundamental de justiça social, proposta por Sun.

## Doutrinas da subsistência

### Economia Mista
Para Sun, a Economia mista é fundamental na criação da justiça socioeconômica. Equilibrando entre a economia planificada e a economia de mercado, Sun considerava que desta forma, através da liderança do partido popular no governo, as classes sociais poderiam ser facilmente reguladas através de outras propostas como a redistribuição de terra, controle sobre o monopólio de propriedades privadas e dos meios de produção. Atualmente em Taiwan e Singapura, nações sob um governo tridemista, possuem regulamento sobre terras e bens, normalmente desconstruindo ou limitando grandes monopólios. Na China, seu semelhante é o Socialismo com características chinesas, formulado por Deng Xiaoping, chega muito próximo da ideia original de Sun sobre a construção de um economia equilibrada.

### Imposto Único
Do ponto de vista de Sun, todos os proprietários de terra pagariam uma taxa fixa, baseada na quantidade de terra que possuem e na renda que isto geraria. Considerando que a terra fosse de propriedade de uma família de baixa renda, o imposto não seria pesado para eles, por outro lado, o imposto para uma terra que gerasse muita renda, de propriedade de uma companhia ou de uma família de classe alta, seria maior justamente com base na sua renda. Para Sun, este sistema de imposto é extremamente importante para a construção de uma boa economia e de uma justiça sobre as classes sociais. Apesar do conceito de "imposto único" remeta a uma taxa fixa e única, Sun sugeria um sistema progressivo dentro desse sistema, aonde grandes donos de terras, ou entidades econômicas, pagariam, proporcionalmente, mais do que os pequenos, visando uma maior igualdade na distribuição da riqueza.

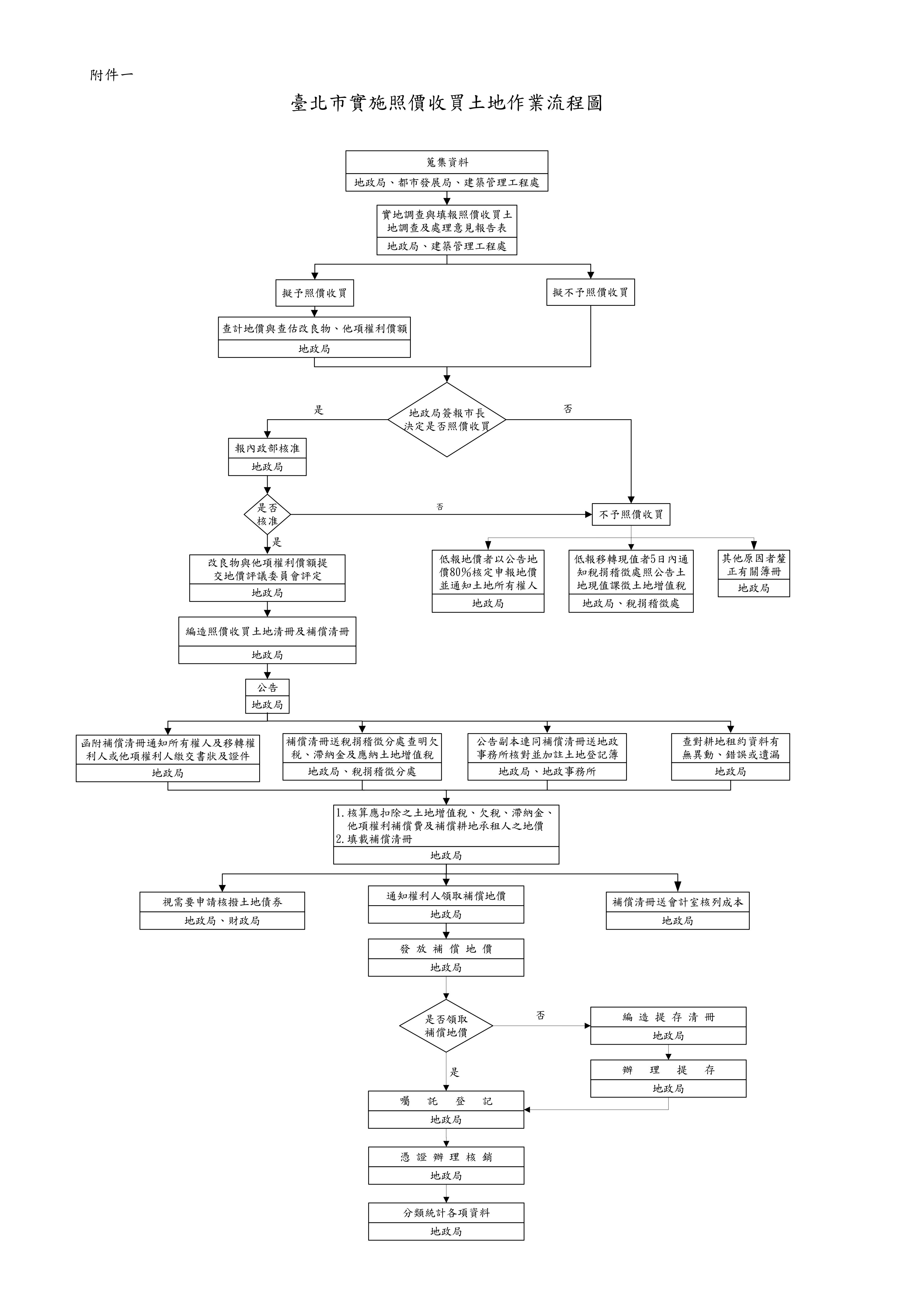
Sistema de redistribuição de terras da cidade de Taipé, usado em Taiwan.

### Equalização da Propriedade de Terras
A Equalização de Terras propõe uma redistribuição de terras de forma planejada e feita com base na renda e produtividade das terras. Além disso, ficaria em vigor, um limite da posse de terras; impedindo que grandes latifundiários comprassem ou adquirissem vários lotes, forçando-os a vender ao governo e entregar aos camponeses. Como dito anteriormente, este projeto está em vigor em Taiwan; na Singapura este sistema foi feito para tonar mais eficaz a jurisdição e administração do governo sobre a terra, mas ainda existem muitas propriedades privadas por lá.

## Critica ao Marxismo Clássico e o Comunismo
Em Os Três Princípios do Povo, de 1924, Sun abordará o Marxismo classico, o Comunismo e os partidos comunistas do ocidente como "insulficientes" e que "Partido Socialista apresentou-se cindido de maneira mais séria do que dantes e a luta internacional revestiu-se de maior encarniçamento do que o conflito entre os partidários e os adversários do socialismo."; Sun acreditava, em outras palavras, que o marxismo, e o comunismo como um todo, eram dogmaticos e possuiam várias divisões internas, como ele observou durante a Guerra Civil Russa. Para Sun, o comunismo era falho por ser mais politico e filosófico do que socioeconômico naquilo que ele se propôs. Esta visão vem muito do fato de que Sun achava mais importante a resolução dos problemas causados pela luta de classes do que se preocupar com a intervenção na religião, etnias ou no cenário internacional.
No entanto, na opinião de Sun, por mais que, segundo ele, o método marxista fosse "problematico", suas bases e propostas eram interessantes, no ponto de, dar importância e significado ao trabalhador e sua inclusão no estado e suas decisões, além de livrar-lo da exploração e da burguesia.